# رباح أصفر
رباح أصفر أو قرد أصفر (الاسم العلمي:Papio cynocephalus) (بالإنجليزية: Yellow Baboon)‏ هو نوع من الحيوانات يتبع جنس الرباح من فصيلة سعادين العالم القديم.

## معرض صور

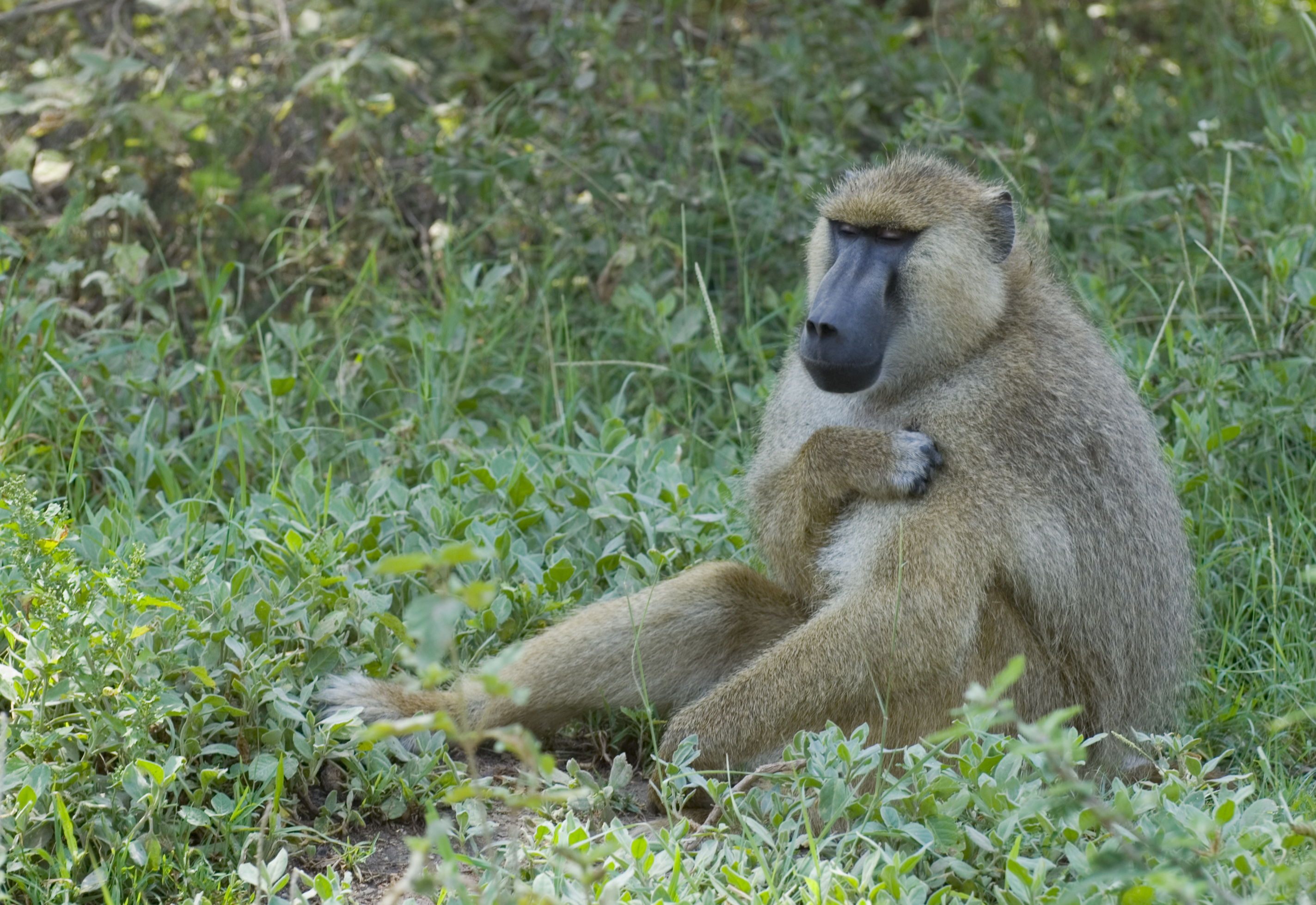
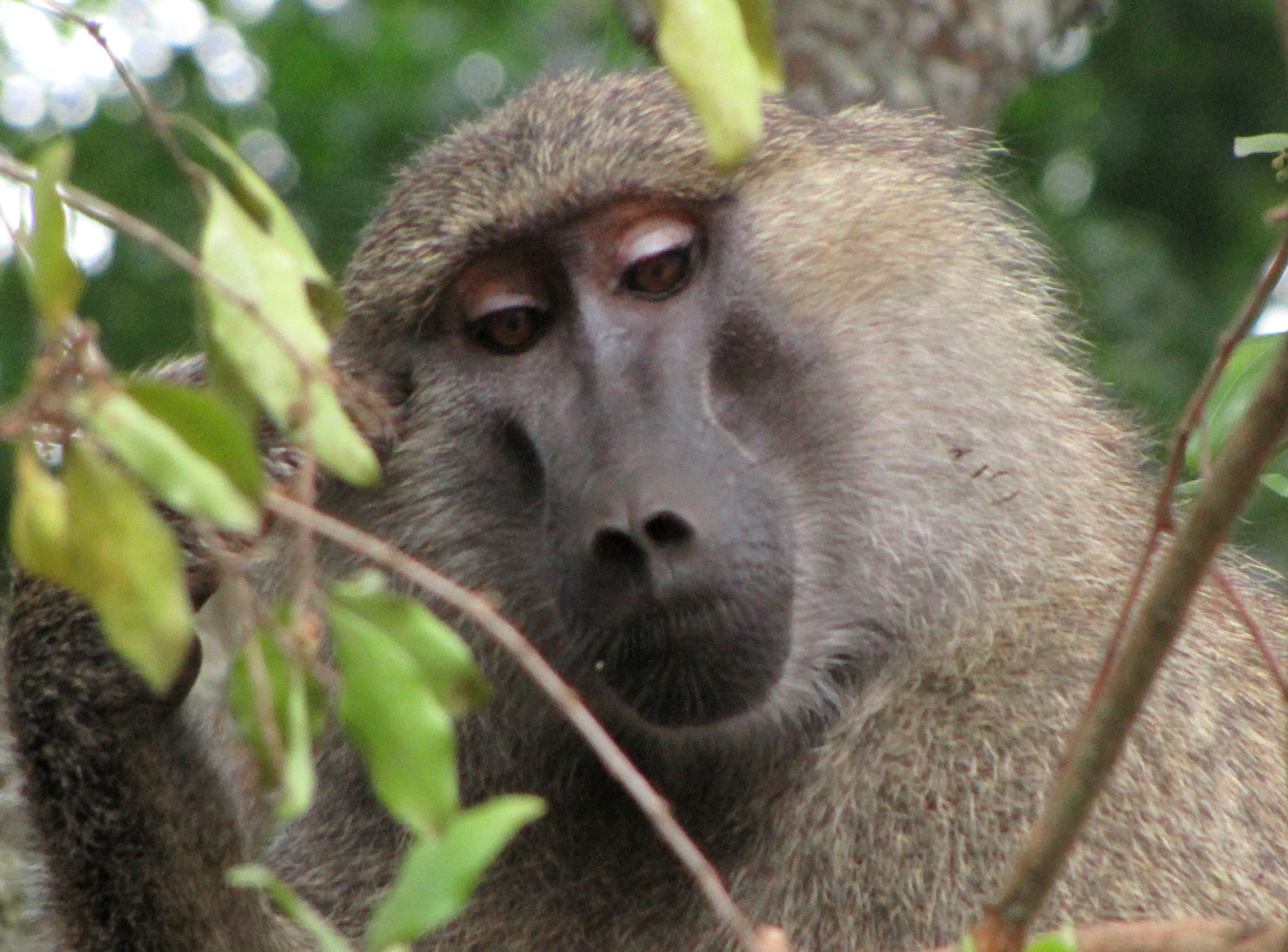
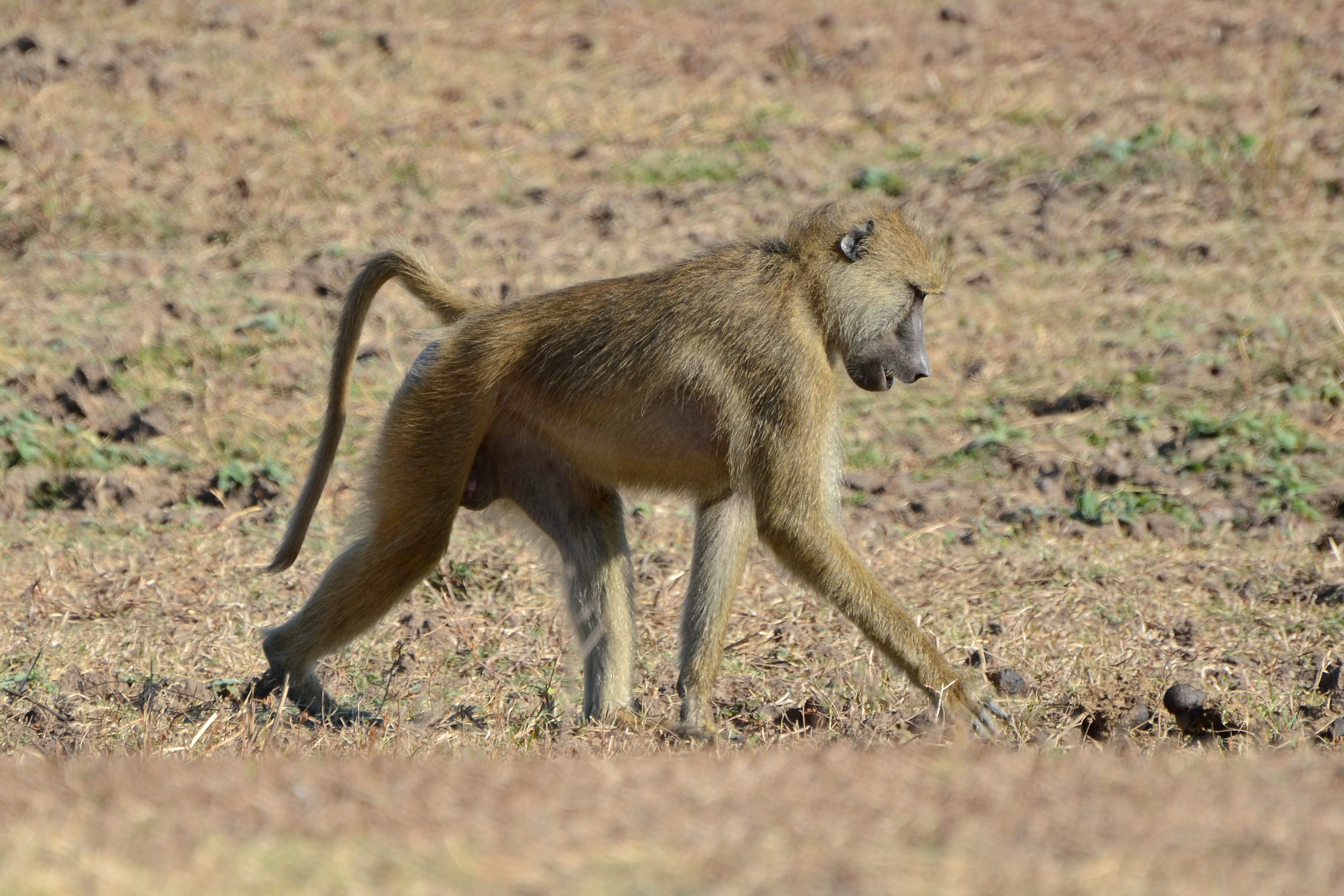